# 1909年オーストラレーシアン選手権
1909年 オーストラレーシアン選手権（1909ねんオーストラレーシアンせんしゅけん、1909 Australasian Championships）に関する記事。オーストラリア・パースにある「ロイヤル・キングス・パーク・テニスクラブ」にて開催。

## 大会の流れ
- 全豪選手権の開催地として、パースで開かれた最初の大会。パース開催は1913年・1921年で終わり、総計3度のみだった。
- 1921年まで、全豪選手権の実施競技は男子シングルス・男子ダブルスの2部門のみであった。女子競技の3部門（女子シングルス・女子ダブルス・混合ダブルス）が増設されるのは、1922年からである。
- 初期の全豪選手権のように、外国人出場者が少なかった時期は、地元オーストラリア人選手の国旗表示を省略する。

## 大会経過

### 男子シングルス
準々決勝
- アンソニー・ワイルディング vs. R・イーグル　6-0, 6-1, 6-0
- ローランド・ケルシー vs. イワン・ギッブス　6-4, 6-4, 2-1 （途中棄権）
- アーニー・パーカー vs. イアン・ゲイズ　6-1, 6-1, 6-0
- G・オディー vs. トム・クルックス　3-6, 6-3, 6-4, 6-3

準決勝
- アンソニー・ワイルディング vs. ローランド・ケルシー　6-0, 6-0, 6-1
- アーニー・パーカー vs. G・オディー　6-1, 6-2, 6-0

## 決勝戦の結果
- 男子シングルス： アンソニー・ワイルディング vs. アーニー・パーカー　6-1, 7-5, 6-2
- 男子ダブルス：アーニー・パーカー＆J・キーン vs.  アンソニー・ワイルディング＆トム・クルックス　1-6, 6-1, 6-1, 9-7